# 무타 유스케
무타 유스케(일본어: 牟田 雄祐, 1990년 9월 20일 ~ )는 일본의 축구 선수이다.

## 구단 경력
그는 2013년부터 2023년까지 J리그의 나고야 그램퍼스, 교토 상가 FC, FC 이마바리, 이와테 그루자 모리오카, FC 류큐에서 활동하였다.